# Шарон (округ Волворт, Вісконсин)
Шарон (англ. Sharon) — місто (англ. town) в США, в окрузі Волворт штату Вісконсин. Населення — 861 особа (2020).

## Демографія
Згідно з переписом 2010 року, у місті мешкало 907 осіб у 346 домогосподарствах у складі 259 родин. Було 364 помешкання
Расовий склад населення:
| - 96,6 % — білих - 0,4 % — азіатів - 0,2 % — чорних або афроамериканців |

До двох чи більше рас належало 2,1 %. Частка іспаномовних становила 2,9 % від усіх жителів.
За віковим діапазоном населення розподілялося таким чином: 21,7 % — особи молодші 18 років, 62,2 % — особи у віці 18—64 років, 16,1 % — особи у віці 65 років та старші. Медіана віку мешканця становила 46,6 року. На 100 осіб жіночої статі у місті припадало 104,7 чоловіків;  на 100 жінок у віці від 18 років та старших — 105,2 чоловіків також старших 18 років.
Середній дохід на одне домашнє господарство  становив 82 516 доларів США (медіана — 61 705), а середній дохід на одну сім'ю — 90 936 доларів (медіана — 62 273). Медіана доходів становила 44 500 доларів для чоловіків та 40 481 долар для жінок. За межею бідності перебувало 4,5 % осіб, у тому числі 2,7 % дітей у віці до 18 років та 7,5 % осіб у віці 65 років та старших.
Цивільне працевлаштоване населення становило 461 особа. Основні галузі зайнятості: виробництво — 22,3 %, освіта, охорона здоров'я та соціальна допомога — 17,1 %, будівництво — 9,1 %, науковці, спеціалісти, менеджери — 8,9 %.